# Фатих Акин
Фатих Акин (на немски: Fatih Akın) е германски режисьор, сценарист и продуцент от турски произход.

## Биография
Акън се ражда през 1973 г. в Хамбург в турско-етническо семесйство. Следва в Hochschule für bildende Künste Hamburg (Хамбургски колеж по изкуство) специалност визуални комуникации и се дипломира през 2000 г. Фатих Акън е женен от 2004 г. за актрисата от германско-мексикански произход Моник Обермюлер и живее в градския район Алтона на Хамбург, където е и израснал. Брат му Джем Акън е актьор.

## Филмография

### Игрални филми
| Година | Заглавие на български   | Оригинално заглавие     | Бележки |
| ------ | ----------------------- | ----------------------- | --- |
| 1998   | „Кратко и безболезнено“ | „Kurz und schmerzlos“   | |
| 2000   | „През юли“              | „Im Juli“               | |
| 2002   | „Солино“                | „Solino“                | |
| 2004   | „Срещу стената“         | „Gegen die Wand“        | Златна мечка на Берлинския филмов фестивал Европейска филмова награда - най-добър филм Европейска филмова награда - награда на публиката |
| 2004   | „Европейски визии“      | „Visions of Europe“     | Частта „Die bösen alten Lieder“ |
| 2007   | „На прага на Рая“       | „Auf der anderen Seite“ | |
| 2009   |                         | „Soul Kitchen“          | |
| 2014   | „Раната“                | „The Cut“               | |
| 2016   | „Сбогом, Берлин“        | „Tschick“               | |

### Късометражни филми
| Година | Заглавие на български | Оригинално заглавие    | Бележки                 |
| ------ | --------------------- | ---------------------- | ----------------------- |
| 1994   |                       | „Das Ende“             | 9-минутен VHS филм, виж |
| 1995   |                       | „Sensin – Du bist es!“ |                         |
| 1996   |                       | „Getürkt“              |                         |

### Документални филми
| Година | Заглавие на български  | Оригинално заглавие                                            | Бележки |
| ------ | ---------------------- | -------------------------------------------------------------- | ------- |
| 2001   |                        | „Denk ich an Deutschland - Wir haben vergessen zurückzukehren“ |         |
| 2005   | „Музиката на Истанбул“ | „Crossing the Bridge: The Sound of Istanbul“                   |         |
| 2012   |                        | „Der Müll im Garten Eden“                                      |         |